# Taojiang (sockenhuvudort i Kina, Jiangxi Sheng, lat 24,92, long 114,78)
Taojiang är en sockenhuvudort i Kina. Den ligger i provinsen Jiangxi, i den sydöstra delen av landet, omkring 430 kilometer söder om provinshuvudstaden Nanchang. Antalet invånare är 16 094. Befolkningen består av 8 099 kvinnor och 7 995 män. Barn under 15 år utgör 16,0 %, vuxna 15-64 år 73 %, och äldre över 65 år 9,0 %.
Runt Taojiang är det ganska tätbefolkat, med 179 invånare per kvadratkilometer. Närmaste större samhälle är Liren, 10,1 km öster om Taojiang. I omgivningarna runt Taojiang växer huvudsakligen savannskog.
Genomsnittlig årsnederbörd är 2 068 millimeter. Den regnigaste månaden är maj, med i genomsnitt 388 mm nederbörd, och den torraste är oktober, med 15 mm nederbörd.